# Montes Nilguiri (sul da Índia)
Os montes Nilguiri Nilaguiri ou Nilguiris (em tâmil: நீலகிரி; em badaga: நீலகி:ரி; "montanhas azuis"; em inglês: Nilgiri Hills) são uma cordilheira de montanhas na parte mais ocidental do estado de Tâmil Nadu, na junção entre este estado e Carnataca e Querala, no sul da Índia. Fazem parte da cordilheira maior dos Gates Ocidentais, constituindo a orla sudoeste do planalto do Decão. Há pelos 24 cumes com mais de 2 000 metros de altitude no Nilguiri, o mais alto deles, o Doddabetta, com 2 637 m.
Os montes Nilguiri estão separados do planalto de Karnataka, situado a norte, pelo rio Moyar e das serras de Anaimalai e de Palni, a sul, pelo Palakkad Gap, um passo de montanha em Kerala. O distrito de Nilguiris encontra-se nestas montanhas. Na direção norte-sul, a serra tem 130 km (latitude: 11° 08' — 11° 37' N), enquanto que na direção leste-oeste tem 185 km (longitude: 76° 27' E — 77° 4' E). A área total é 2 479 km².
Várias zonas dos montes Nilguiri estão classificadas como Património Mundial da UNESCO desde 2012, na inscrição "Gates Ocidentais", nomeadamente os parques nacionais de Mukurthi e de Silent Valley. A Reserva da biosfera de Nilguiri, da qual a cordilheira faz parte, está incluída na Rede Mundial de Reservas da Biosfera da UNESCO desde 2000. Outro parque nacional dos Nilguiri é o de Mudumalai, situado na parte noroeste da cordilheira e que está integrado no Project Tiger, o programa indiano de proteção do tigre-de-bengala.

## Descrição
Uma das culturas agrícolas mais conhecidas e importantes economicamente dos Nilguiris é o chá, cultivado a altitudes entre 1 000 e 2 500 metros. O chá de Nilguiri é mundialmente conhecido pelas suas qualidades únicas, nomeadamente o aroma e sabor intensos. Outras culturas importantes são a essência de eucalipto, café, quinquina, sândalo e legumes.
Devido à altitude, as montanhas beneficiam de um clima mais fresco que as planícies em volta e foram sempre usadas como estâncias de montanha (hill stations) para escapar ao calor do verão, em particular durante o período do Raj britânico (domínio britânico). A paisagem das colinas baixas é semelhante à da Inglaterra meridional e elas foram frequentemente usadas como reservas de caça.
A principal cidade dos Nilguiri é Udhagamandalam, cujo nome durante o período colonial — Ootacamund, frequentemente abreviada para Ooty — ainda é muito usado. A cidade conserva numerosos edifícios de aparência muito britância, particularmente as igrejas. As outras cidades importantes da região são Coonoor, Kotagiri, Gudalur e Aruvankadu, que foram também hill stations.
As montanhas são o habitat de numerosas tribos aborígenes, sendo a mais conhecida delas a dos Todas, que vivem sobretudo da criação de gado e cujos xailes bordados de vermelho, preto e branco e joias de prata são muito procurados.
Entre Mettupalayam e Udhagamandalam, passando por Coonoor, existe uma pitoresca linha de caminho de ferro, o Nilgiri Mountain Railway ("Caminho de Ferro de Montanha de Nilguiri"), a qual faz parte da inscrição "Caminhos de Ferro de Montanha na Índia" da lista de Património Mundial da UNESCO. A linha é servida por comboios a vapor e uma parte dela tem  cremalheiras. É uma célebre atração turística e foi usada em algumas cenas do filme Passagem para a Índia, de David Lean. Muitos filmes indianos usam os Nilguiri como cenário natural.

## Ambiente
Nos Nilguiri há dois ecossistemas principais:
- A parte sudoeste dos Gates Ocidentais está coberta de florestas de caducifólias entre 250 e 1 000 metros de altitude. Nestas áreas vivem as populações mais numerosas de elefantes-asiáticos. Juntamente com o resto do sudoeste Gates Ocidentais, os Nilguiri são um dos últimos habitats de tigres.[nt 2]

- A mesma zona, mas a partir dos 1 000 metros de altitude, está coberta de florestas tropicais e a diversidade de flora é uma das mais importantes do mundo. A partir de cerca de 1 500 m a floresta é menos densa e abre-se em prados.[nt 2]

A maior parte das florestas primárias da região foi destruída para preparar plantações de chá e outras. A região deu nome a diversas espécies de aves, como o Nilgiri wood pigeon (Columba elphinstonii), Nilgiri Pipit (Anthus nilghiriensis), Nilgiri Thrush (Zoothera neilgherriensis), pisco-azul de Nilguiri (Myiomela major, Nilgiri blue robin) e Nilgiri flowerpecker (Dicaeum concolor), etc., ou ao mamífero marta-de-Nilgiri (Martes gwatkinsii).

## Quedas de água
| Nome         | Altura (metros) | Descrição |
| ------------ | --------------- | --- |
| Kolakambai   | 120             | É a queda de água mais alta dos montes. Situa-se a norte do monte Kolakambai e tem uma cascata contínua com 120 metros de altura. Perto dela encontra-se a cascata de Halashana. |
| Catherine    | 76              | Situada perto de Kotagiri, deve o seu nome à esposa de M. D. Cockburn, que se acredita ter sido quem introduziu a cultura de café nos montes Nilguiri. |
| Lower Pykara | 61              | Situada perto do pico Segur. |
| Upper Pykara | 55              | Situada perto do pico Segur. |
| Karteri      |                 | Situada perto de Aruvankadu, nela foi construída a primeira central hidroelétrica que fornecia eletricidade uma fábrica de cordite. |
| Laws         |                 | Situada perto de Coonoor, está ligada à memória do engenheiro e major G. C. Law, que supervisionou a construção da estrada de Coonoor Ghat, parte das Ghat Roads, a rede de estradas de montanha construídas pelos britânicos durante o Raj para ligar as hill stations (estâncias de montanha). |

## Subcordilheiras e montanhas
| Maciço         | Descrição | Descrição |
| Cumes          | Altitude (m) | Coordenadas |
| -------------- | --- | --- |
| Doddabetta     | É o maciço mais alto da cordilheira. A montanha que lhe dá o nome situa-se na área sul, 4 km a sudeste de Ooty. Os outros cumes aqui mencionados são vizinhos do Doddabetta e situam-se a ocidente dele.                                                                                     | É o maciço mais alto da cordilheira. A montanha que lhe dá o nome situa-se na área sul, 4 km a sudeste de Ooty. Os outros cumes aqui mencionados são vizinhos do Doddabetta e situam-se a ocidente dele.                                                                                     |
| Doddabetta     | 2 637 | 11° 24' 10" N 76° 44' 14" E |
| Kolaribetta    | 2 630 | |
| Hecuba         | 2 375 | |
| Kattadadu      | 2 418 | |
| Kulkudi        | 2 439 | |
| Snowdon        | É a parte norte da cordilheira. Juntamente com o Doddabetta, as montanhas de Snowdon, Club e Elk formam o impressionante vale de Ooty. | É a parte norte da cordilheira. Juntamente com o Doddabetta, as montanhas de Snowdon, Club e Elk formam o impressionante vale de Ooty. |
| Snowdon        | 2 530 | 11° 26' N 76° 46' E |
| Monte Club     | 2 448 | |
| Monte Elk      | 2 466 | 11° 23' 55" N 76° 42' 39" E |
| Devashola      | Situa-se na parte sul do maciço de Doddabetta; uma das suas características são as blue gum trees (lit: "árvores de goma azul"), uma subespécie de Eucalyptus globulus. | Situa-se na parte sul do maciço de Doddabetta; uma das suas características são as blue gum trees (lit: "árvores de goma azul"), uma subespécie de Eucalyptus globulus. |
| Devashola      | 2 261 | |
| Kulakombai     | Situa-se a leste do Devashola. O vale do Bhavani e a cordilheira de Lambton do distrito de Coimbatore estendem-se a partir daqui. | Situa-se a leste do Devashola. O vale do Bhavani e a cordilheira de Lambton do distrito de Coimbatore estendem-se a partir daqui. |
| Kulakombai     | 1 707 | |
| Hullikal Durg  | Situa-se 3 km a sudeste de Coonoor. No sopé há florestas de pinheiros tropicais, enquanto que nos vales as florestas são de folhagem verde. Em canarês, Hulikal Durg significa "forte da rocha do tigre". O topónimo em sânscrito é Bakasura Parvata.                                        | Situa-se 3 km a sudeste de Coonoor. No sopé há florestas de pinheiros tropicais, enquanto que nos vales as florestas são de folhagem verde. Em canarês, Hulikal Durg significa "forte da rocha do tigre". O topónimo em sânscrito é Bakasura Parvata.                                        |
| Hullikal Durg  | 562 | 11° 19' N 76° 53' E |
| Coonoor Betta  | Também chamado Teneriffe, situa-se no lado norte do desfiladeiro percorrido pelo pitoresco Nilgiri Mountain Railway. | Também chamado Teneriffe, situa-se no lado norte do desfiladeiro percorrido pelo pitoresco Nilgiri Mountain Railway. |
| Coonoor Betta  | 2 101 | |
| Monte Rallia   | Situada numa reserva florestal, equidistante de Ooty e Kotagiri. | Situada numa reserva florestal, equidistante de Ooty e Kotagiri. |
| Monte Rallia   | 2 248 | 11° 25' N 76° 53' E |
| Monte Dimhatti | Situada acima da portela de Gajalahatti, que no passado foi uma rota importante entre Mysore e as planícies carnáticas, que no século XVIII foi de grande importância estratégica. O cume, dedicado à deidade hindu Rangaswamy, é considerada sagrada pelas populações das aldeias em volta. | Situada acima da portela de Gajalahatti, que no passado foi uma rota importante entre Mysore e as planícies carnáticas, que no século XVIII foi de grande importância estratégica. O cume, dedicado à deidade hindu Rangaswamy, é considerada sagrada pelas populações das aldeias em volta. |
| Monte Dimhatti | 1 788 | 11° 26' N 76° 01' E |

No planalto de Nilguiri encontra-se a subcordilheira de Kundah, uma crista no lado sudoeste do Parque Nacional de Mukurthi, junto à fronteira do estado de Kerala. Com elevações maiores do que a generalidade do planalto, esta subcordilheira tem alguns cumes cuja altitude se aproxima da do Doddabetta.}
| Maciço               | Descrição | Descrição |
| Cumes                | Altitude (m) | Coordenadas |
| -------------------- | --- | --- |
| Monte Avalanche      | O monte Avalanche tem dois cumes gémeos. | O monte Avalanche tem dois cumes gémeos. |
| Kudikkadu            | 2 590 | |
| Kolaribetta          | 2 630 | |
| Derbetta e Kolibetta | Situam-se a sul do vale de Ouchterlony e são uma continuação da cordilheira de Kundah. | Situam-se a sul do vale de Ouchterlony e são uma continuação da cordilheira de Kundah. |
| Derbetta             | 2 531 | Também conhecido com monte do Urso (Bear Hill). |
| Kolibetta            | 2 494 | |
| Pico Mukurthi        | Juntamente com o Pichalbetta e o Pico Nilguiri, constitui o conjunto de maior altitude da área. As três montanhas situam-se no distrito de Wayanad, em Kerala, e destacam-se na paisagem relativamente plana das imediações. | Juntamente com o Pichalbetta e o Pico Nilguiri, constitui o conjunto de maior altitude da área. As três montanhas situam-se no distrito de Wayanad, em Kerala, e destacam-se na paisagem relativamente plana das imediações. |
| Pico Mukurthi        | 2 554 | 11° 23' 29" N 76° 31' 38" E |
| Pichalbetta          | 2 544 | |
| Pico Nilguiri        | 2 574 | 11° 24' N 76° 30' 4" E |
| Muttunadu Betta      | Situa-se cerca de 5 km a noroeste de Ooty. | Situa-se cerca de 5 km a noroeste de Ooty. |
| Muttunadu Betta      | 2 323 | 11° 27' N 76° 43' E |
| Tamrabetta           | Também conhecido como monte de Cobre (Coppery Hill), situa-se cerca de 8 km a sudeste de Ooty. | Também conhecido como monte de Cobre (Coppery Hill), situa-se cerca de 8 km a sudeste de Ooty. |
| Tamrabetta           | 2 120 | 11° 22' N 76° 48' E |
| Vellangiri           | Também conhecido como monte de Prata (Silvery Hill), situa-se 16 km a oeste-noroeste de Ooty. | Também conhecido como monte de Prata (Silvery Hill), situa-se 16 km a oeste-noroeste de Ooty. |
| Vellangiri           | 2 120 | |